# レスリー・フィリップス
レスリー・フィリップス（Leslie Samuel Phillips CBE、1924年4月20日 - 2022年11月7日）は、イングランドの俳優。
ロンドン・トッテナム出身。1937年に舞台で俳優デビュー。数々の作品に出演し、映画『ハリー・ポッターシリーズ』で組分け帽子の声を務めたことで知られる。2007年の映画『ヴィーナス』では第60回英国アカデミー賞 助演男優賞にノミネートされた。
2022年11月7日、98歳で死去。長期の闘病生活を送っていたという。

## 主な出演作品

### 映画
- 城砦 The Citadel (1938) クレジットなし
- 四枚の羽根 The Four Feathers (1939) クレジットなし
- バグダッドの盗賊 The Thief of Bagdad (1940) クレジットなし
- アンナ・カレニナ Anna Karenina (1948) クレジットなし
- 赤い靴 The Red Shoes (1948) クレジットなし
- 暁の出航 Morning Departure (1948) テレビ映画
- 波止場の弾痕 Pool of London (1951)
- 超音ジェット機 The Sound Barrier (1952) クレジットなし
- 白い蘭 The Barretts of Wimpole Street (1957)
- ピーター・セラーズの地上最小のショウ The Smallest Show on Earth (1957)
- 朝やけ雲 High Flight (1957)
- 魅惑の巴里 Les Girls (1957)
- 怒りの丘 The Angry Hills (1959)
- ナポリ王フェルディナンド1世 Ferdinando I. re di Napoli (1959)
- 恋の体温計は40度 Doctor in Love (1960)
- 謎の要人悠々逃亡! Very Important Person (1961)
- 史上最大の作戦 The Longest Day (1962)
- ナルニア国物語〜ライオンと魔女〜 The Lion, the Witch, & the Wardrobe (1979) テレビアニメ映画、声の出演
- 愛と哀しみの果て Out of Africa (1985)
- 太陽の帝国 Empire of the Sun (1987)
- スキャンダル Scandal (1989)
- 愛と野望のナイル Mountains of the Moon (1990)
- テロリストを追え! バーミンガム爆破事件の謎 The Investigation: Inside a Terrorist Bombing (1990) テレビ映画
- ラルフ一世はアメリカン King Ralph (1991)
- バニシング・ヒート Bermuda Grace (1994) テレビ映画
- 幽霊は臆病者 カンタヴィル・ゴースト The Canterville Ghost (1996) テレビ映画
- 8月の誘惑 August (1996)
- 魔女の館殺人事件 The Pale Horse (1997) テレビ映画
- ジャッカル The Jackal (1997)
- ジェーン・バーキン in シンデレラ Cinderella (2000) テレビ映画
- バトルライン Sword of Honour (2001) テレビ映画
- トゥームレイダー Lara Croft: Tomb Raider (2001)
- ハリー・ポッターと賢者の石 Harry Potter and the Philosopher's Stone (2001) 声の出演
- サンダーパンツ! Thunderpants (2002)
- ハリー・ポッターと秘密の部屋 Harry Potter and the Chamber of Secrets (2002) 声の出演
- ミリオンズ Millions (2004)
- チャーチルズ・ウォー Churchill: The Hollywood Years (2004)
- アイ・アム・キューブリック! Colour Me Kubrick: A True...Ish Story (2005)
- ヴィーナス Venus (2006)
- 最高の人生をあなたと Late Bloomers (2011)
- ハリー・ポッターと死の秘宝 PART2 Harry Potter and the Deathly Hallows – Part 2 (2011) 声の出演

### テレビドラマ
- ロビン・フッドの冒険 The Adventures of Robin Hood (1955-1956,1960)
- 透明人間 The Invisible Man (1958)
- モンテカルロ Monte Carlo (1986) ミニシリーズ
- ルース・レンデル・ミステリー The Ruth Rendell Mysteries (1994)
- ダルジール警視 Dalziel and Pascoe (1999)
- バーナビー警部 Midsomer Murders (2003)
- アガサ・クリスティー ミス・マープル 『親指のうずき』 Agatha Christie's Marple: By the Pricking of My Thumbs (2006)